# UボートV型
UボートV型（U-Boot-Klasse V）は、ドイツ海軍が設計した沿岸用潜水艦。
ドイツの潜水艦で初めて空気に依存しない機関を利用した潜水艦として1930年代前半に設計が進められたが条約による建造数制限により、建造には至らなかった。ドイツ海軍では大気に依存しない酸素供給方式としてヴァルター機関と閉サイクル機関が検討されたが本艦型では閉サイクル機関が採用されることとなった。これは排気から二酸化炭素を除いてその分の酸素を圧縮酸素タンクから供給するというものである。

## 主要諸元(計画)
- 水中排水量:300t
- 水中速度:30kt
- 兵装:53cm魚雷発射管×2